# ازنفس‌افتاده (مجموعه تلویزیونی ۲۰۲۴)
ازنفس‌افتاده (انگلیسی: Breathless) یک مجموعهٔ تلویزیونی درام بیمارستانی است که در سال ۲۰۲۴ منتشر شد. طرح اولیه تولید این سریال در ژوئیه ۲۰۲۳ اعلام شد و تصویربرداری اصلی مابین اوت تا فوریهٔ ۲۰۲۳ انجام شد. در دسامبر ۲۰۲۴ اعلام شد که فصل دوم این سریال هم ساخته شده و در سال ۲۰۲۵ منتشر خواهد شد. ماجراهای سریال در یک بیمارستان عمومی در شهر والنسیا رخ می‌دهد.

## گزیدهٔ بازیگران
- نایوا نیمری
- آیتانا سانچز-خیخون
- بلانکا سوآرس
- مانو ریوس
- آبریل زامورا
- پابلو آلبوران